# Gare de Wizernes
Gare de Wizernes vasútállomás Franciaországban, Wizernes településen.

## Vasútvonalak
Az állomást az alábbi vasútvonalak érintik:
- Saint-Omer à Hesdigneul-vasútvonal

## Kapcsolódó állomások
A vasútállomáshoz az alábbi állomások vannak a legközelebb:
- Gare de Blendecques
- Gare d’Esquerdes